# DSA-206
La DSA-206 es una carretera perteneciente a la Red Secundaria de la Diputación Provincial de Salamanca que une la  N-630  a la altura de Mozárbez, con la localidad de Guijuelo.
También pasa por las urbanizaciones de Los Alizaces, y Las Carretas, y las localidades de Monterrubio de la Sierra, Pedrosillo de los Aires, Berrocal de Salvatierra y Campillo de Salvatierra.

## Origen y Destino
La carretera  DSA-206  tiene su origen en Mozárbez en la intersección con la carretera  N-630 , y termina en Guijuelo en la intersección con la carretera  N-630  formando parte de la Red de carreteras de Salamanca.